# Jüdische Gemeinde Baiertal
Die Entstehung der Jüdischen Gemeinde in Baiertal, einem Stadtteil von Wiesloch im Rhein-Neckar-Kreis in Baden-Württemberg, geht in das 18. Jahrhundert zurück. Die jüdische Gemeinde bestand bis 1937.

## Geschichte
Die ersten Juden kamen kurz nach 1700 als Untertanen des Deutschen Ordens nach Baiertal, hatten jedoch Schutzgelder an die gesamten Kondominatsherren zu entrichten. Einen ersten Betraum hatten die Juden zunächst im Unterdorf, zwischen 1800 und 1805 erbaute sich die Gemeinde dann in der Ortsmitte eine Synagoge, neben der 1839 noch eine jüdische Schule entstand. Das rituelle Bad (Mikwe) befand sich vermutlich im Gebäude der Schule. Die Toten der Gemeinde wurden auf dem jüdischen Friedhof in Wiesloch bestattet. 1827 wurde die Gemeinde dem Bezirksrabbinat Heidelberg zugeteilt.
In der Nacht vom 11. auf den 12. Juli 1801 überfiel der als Schinderhannes bekannt gewordene Johannes Bückler mit seiner Bande den Vorsteher der jüdischen Gemeinde und reichen Handelsmann Seligman Feist in dessen Haus in Baiertal. Feist sowie seine Frau und seine Magd wurden misshandelt und zahlreiche Wertsachen entwendet. Ein Teil der Bande wurde noch auf der Flucht gefasst, Bückler selbst konnte entkommen.
Die jüdische Gemeinde hatte zeitweise einen Lehrer angestellt, der zugleich als Vorbeter und Schochet tätig war. Die Schule wurde zwar 1858 von der II. Klasse in die I. Klasse aufgestuft, jedoch war das im Schatten nördlich der Synagoge gelegene Schulhaus dunkel und feucht, so dass man 1864 den Unterricht in ein in der Synagoge eingerichtetes Schulzimmer verlegte. Der jüdische Schulbetrieb endete zum 31. August 1868. Vom 1. September 1868 an mussten jüdische Kinder wieder die regulären christlichen Schulen (Simultanschulen) besuchen.
Ab der zweiten Hälfte des 19. Jahrhunderts ging durch Landflucht und Auswanderung die Zahl der jüdischen Gemeindemitglieder stark zurück.

## Nationalsozialistische Verfolgung
Auf Grund der Folgen des wirtschaftlichen Boykotts und der Repressalien sind mehrere jüdischen Bürger verzogen bzw. ausgewandert. Die jüdischen Unternehmen mussten nach und nach geschlossen werden.
Beim Novemberpogrom 1938 wurden durch SA-Männer jüdische Wohnungen überfallen und demoliert. Die Synagoge wurde angezündet und bald danach abgebrochen. Steine der Synagoge wurden für eine Drainage zur Trockenlegung des örtlichen Sportplatzes verwendet. Die letzten 14 jüdischen Einwohner wurden am 22. Oktober 1940 im Rahmen der sogenannten Wagner-Bürckel-Aktion in das Lager Gurs deportiert.
Das Gedenkbuch des Bundesarchivs verzeichnet 30 in Baiertal geborene jüdische Bürger, die dem Völkermord des nationalsozialistischen Regimes zum Opfer fielen.

## Jüdische Einwohner in Baiertal
| Jahr    | Anzahl                              |
| ------- | ----------------------------------- |
| 1723    | 4 Familien                          |
| 1803    | 31 Familien                         |
| 1812    | 156 Personen ca. 18 % der Einwohner |
| 1825    | 149 Personen ca. 15 % der Einwohner |
| um 1850 | ca. 170 Personen                    |
| 1875    | 118 Personen                        |
| 1890    | 104 Personen                        |
| 1900/02 | 84 Personen                         |
| 1925    | 31 Personen                         |
| 1933    | 25 Personen                         |
| 1940    | 14 Personen                         |

## Gedenken
Eine erhalten gebliebene Säule des Synagogenportals erinnert seit 1977 mit einer Gedenktafel auf dem ehemaligen Synagogenplatz an die jüdische Gemeinde.

## Persönlichkeiten
- Friedrich Brandeis (1835–1920), kam in Baiertal als Sohn jüdischer Eltern zur Welt, konvertierte 1854 zum Christentum und war später in der Judenmission und für das Zürcher Blaue Kreuz tätig.
- Pauline Maier (1877–1942), in Baiertal geborene jüdische Krankenschwester, die während der Zeit des Nationalsozialismus ermordet wurde. Ihr Vater Raphael Maier hatte in der Hauptstraße 8 eine Pferdehandlung.